# اینگوار ریدل
اینگوار ریدل (سوئدی: Ingvar Rydell; ۷ مهٔ ۱۹۲۲ – ۲۰ ژوئن ۲۰۱۳) بازیکن فوتبال اهل سوئد بود.
از باشگاه‌هایی که در آن بازی کرده‌است می‌توان به باشگاه فوتبال سمپدوریا و باشگاه فوتبال مالمو اشاره کرد.
وی همچنین در تیم ملی فوتبال سوئد بازی کرده‌است.
وی در مسابقات کشوری و بین‌المللی در مجموع برندهٔ ۱ مدال برنز شده‌است.